# Новосілки 1 (Мінська область)
Новосілки 1 (біл. вёска Навасёлкі 1) — село в складі Молодечненського району Мінської області, Білорусь. Село підпорядковане Олехновицькій сільській раді, розташоване в західній частині області.